# Claude François Lefeuvre
Pour les articles homonymes, voir Lefeuvre.
Claude François Lefeuvre (29 septembre 1748 - Dammartin-en-Goële † 5 novembre 1818 à Paris) était militaire et homme politique français des XVIIIe et XIXe siècles.

## Biographie
« Fils de messire Hilaire Lefeuvre, avocat, et de Jeanne Bonnet-Billard », Claude François était commissaire ordonnateur des guerres à Fontainebleau, lorsqu'il fut choisi par le Sénat conservateur, le 8 mai 1811, comme député de Seine-et-Marne au Corps législatif impérial.
Il y siégea jusqu'en 1815, et fut, le 10 mai de cette année, élu représentant à la Chambre des Cent-Jours par l'arrondissement de Fontainebleau, avec 45 voix sur 53 votants et 113 inscrits, contre 6 à M. Sédillez.
Il rentra dans la vie privée à la seconde Restauration.
Chevalier de l'Empire (sans lettres patentes), Lefeuvre était également officier et chancelier de la 1re cohorte de la Légion d'honneur.

## Distinctions
- Officier de la Légion d'honneur.

## Mandats
- Député de Seine-et-Marne au Corps législatif : 8 mai 1811 - 4 juin 1814 ;
- Député de Seine-et-Marne à la Chambre des représentants (Cent-Jours) : 10 mai 1815 - 13 juillet 1815.